# Kerrith Brown
Kerrith Brown (né le 11 juillet 1962) est un judoka britannique. Il participe aux Jeux olympiques d'été de 1984 et combat dans la catégorie des poids légers. Il remporte la médaille de bronze. Quatre ans plus tard, lors des Jeux olympiques d'été de 1988, il est contrôlé positif au furosémide.

## Palmarès

### Jeux olympiques
- Jeux olympiques de 1984 à Los Angeles,  États-Unis
  -  Médaille de bronze.